# Romain Saladini
Romain Saladini, né le 10 octobre 1986 à Bron, est un coureur cycliste français. Spécialisé en four-cross, il a été deux fois médaillé d'argent du championnat du monde en 2007 et 2009.

## Palmarès

### Championnats du monde
- Les Gets 2004
  -  Champion du monde de descente juniors
- Fort William 2007
  -  Médaillé d'argent du four cross
- Canberra 2009
  -  Médaillé d'argent du four cross

### Coupe du monde
- Coupe du monde de four-cross
  - 6e en 2007 (1 manche)
  - 5e en 2008 (1 manche)
  - 3e en 2009
  - 9e en 2010

### Championnats d'Europe
- 2007
  -  Médaillé d'argent du four-cross

### Championnats nationaux
- Champion de France de four-cross juniors en 2003
- Champion de France de four-cross en 2008 et 2011